# 福井道二
福井 道二（ふくい みちじ、1901年（明治34年）5月22日 - 1991年（平成3年）4月4日）は、昭和期の実業家。南満州鉄道株式会社の社員（参事）。

## 生立ち
愛知県渥美郡高松村（現在の田原市）において、父作蔵と母とも（旧姓：中藪）の十三人兄弟姉妹の四男として生をうける。作蔵は福井作蔵商店を興し明治42年（1909年）、渥美半島の片浜（太平洋岸）十三里（約50km）の地引き網100ヵ統への資材の供給する網元であった。
高松尋常高等小学校を卒業し、田原にあった成章中学校（旧藩校：成章館）に進んだ。その後、両親は親戚が東京神田で鉄鋼の商いをしているので一橋商大（東京商科大学、現：一橋大学）を勧め、兄からは名古屋高等工業学校（現：名古屋工業大学）の紡織科を勧められている。社会情勢はシベリア出兵後の不況なのに、旧制高等学校は従来の八校が二倍以上になり、官立・私立の専門学校も、予科または高等学部を併設し、入学定員も倍ほどになっていた。この不況時に三年ないし六年かかって専門学校または大学を卒業しても、世の中に知識人が溢れるということで、海外の学校へ行くことを決意した。成章中学校長の八木幸太郎も大賛成ということで、このとき海外の学校を調べている。上海に同文書院、ハルビンに日露協会学校、旅順に旅順工科学堂（のちの旅順工科大学）、奉天に南満医学堂の四つがあり、入学試験の期日の関係から旅順工科学堂へ入学願書を出し大正10年（1921年）1月に入学許可が下りた。両親と兄は反対だったが、最終的には道二の説得に負け了解を得ている。

## 旅順工科学堂から満鉄入社
大正10年（1921年）、旅順工科学堂（のち旅順工科大学）入学のため神戸から興安丸に乗り、瀬戸内海、玄界灘、黄海と船中で三泊して大連に入港する。大連の西公園通りにある、中神庫三郎（義兄）の弟の家で一泊し、翌日に一年先輩の太田半治に迎えられて、二頭馬車に乗り寄宿舎に入っている。旅順工科学堂は日露戦争後に、満蒙開発の指導者となる日本と中国の青年を養成する目的で創立された。本館はロシアの野戦病院として使用されていたもので、レンガ壁の厚さは一・二メートルもあり、二重ガラスの三階建であった。四年の夏休みなどを実習に費やし、一般の大学より三ヶ月早い12月に卒業させ、実社会へ送り出していた。大正13年（1924年）5月、撫順炭砿の実習を終え、日本に帰国すると同時に両親と長兄作太郎に談判して、かねてより交際のあった女性（大通寺の娘）との結婚の同意を得て、夏に中神庫三郎の仲人で、伊良湖岬村堀切の大通寺において結婚式を挙げた。南満洲鉄道株式会社への入社は大学の成績により、卒業前に決まっていた。旅順工科大学より大正14年度に入社したものは、次の通りである。機械工学科から福井道二、大中信夫、古賀喜熊、三橋健児、菅寿明、川口幸次郎、西原駒市、長尾次郎。電気工学科から多尾静雄。採砿冶金工学科から服部信次。機械工学科の連中が人事課へ出頭したところ、くじ引きで福井が鉄道部機械課客貨車係、大中と古賀が鉄道部運転課、三橋が地方部建築課に決まった。大正14年（1925年）12月には千葉にあった近衛師団所属の鉄道第一連隊へ入隊。大正15年（1926年）12月21日、大連に戻り同月27日にヤマトホテルで披露宴をする予定であったが、同月25日に大正天皇が崩御された為、計画を中止した。満鉄に入社した福井は六十トン積み万能無蓋車の設計を命じられ、ホッパー型の大豆、石炭、鉱石などの積み下ろしの容易な設計を完成し、主任・課長の承認を得て大連機械製作所へ発注した。

## 尾崎秀実との思い出
昭和16年（1941年）7月初めに参謀本部の要請により、関東軍野戦鉄道指令本部の拓植参謀と二人で上京し、東京三宅坂の参謀本部の裏の森のなかにある参謀本部の指定旅館に泊まり、毎日参謀本部へ出頭し関東軍強化の関特演（関東軍特別演習）の輸送計画に参画した。関特演が終わって間もなく、昭和16年（1941年）9月下旬に、朝日新聞社の記者で満鉄の嘱託であった尾崎秀実が、満鉄新京支社へやってきた。尾崎の申し出により新京支社の平島副総裁（支社長兼務）以下幹部十名ほどが支社長室に集まり、尾崎嘱託との時局問題につき懇談することになった。最初に尾崎が独ソ戦の状況、アメリカの対日経済封鎖と、これに対する日本国民の対米感情、とくに日本国内の田舎における人びとの愛国心等につき約一時間にわたり説明があり、次いで「今回陸軍は関東軍を強化したがこの関特演の強化兵力ならびにこれが配置状況はどの方面であるか」と質問をしてきた。支社長室に集まった者は、福井以外関特演の内容を知る者は一人もいない。従って福井が発言しなければ誰も言えないことは当然である。最初尾崎の話を聞いていると、愛国心の強い立派な人だと思っていたようであるが、関特演の内容質問を聞くに及び、これはおかしいと思ったらしく、一言も発言せず散会したようだ。その後、10月になって尾崎は、上海の満鉄事務所でゾルゲ事件に連座し、国際スパイとして逮捕され、その後1944年（昭和19年）処刑された。この事件で満鉄上海事務所の調査役の後藤（尾崎と同期の大正14年（1925年）東大法科卒）が逮捕され、後藤は二、三ヶ月位苦しんだようだ。

## 実弟中神明との別れ
昭和17年（1942年）1月15日に、ハルビンの鉄道工場の庶務課長より僕の自宅へ電話で「福井さんの弟さんといわれる人で、東辺道に駐とんしておられた方が、今朝ハルビンを発ち大連へ向かわれたのでお知らせする」との伝言があり、さっそく準備しその日の夜行列車で家族一同を連れ大連へ向かった。翌朝、大連に到着後、ただちに宿営所であった西公園内の保健館へ行って見るが、その約一時間前に乗船のため大連埠頭へ向かったとのこと。軍事輸送担当者として軍隊が宿泊地を立って一時間ぐらいで出航するハズがないと判断し、大連埠頭へ行き輸送司令部の岸本司令官をたずね事情を説明すると「今、乙ふ頭に停泊している船が間もなく南方に向けて出航する予定だ」とのことで、岸本中佐が案内してくれるとのことであったが、同氏も多忙なようなので、軍嘱託の腕章を借用し一人で乙ふ頭の輸送船へ行き、船長室兼輸送司令官室へ行き、司令官に面接し事情を説明したところ「あと一時間で出航だがそれまでは連れて下船してもよいが、責任をもって帰船さして欲しい」とのことであった。時あたかも1月16日の午前八時ごろであるので、外は寒いが連れだしてふ頭の待合室で家族に会わせ軽い朝食を共に、司令官が酒が好きとのことに、日本酒「月桂冠」二本（奉天より持参したもの）と、手持ちの日本紙幣（満洲で一般に通用している満洲国中央銀行発行の紙幣は、南方では使用できない）十円券の手持ちのもの（四枚しかなかった）およびロシアチョコレート一箱をもたせ、これが弟、明（中神庫三郎の養子となっている）との最後の別れとなっている。後に明がビルマのラングーンの病院で戦病死したとの電報を受ける。明は満洲を出るときに風邪を引いたのではないだろうか。その風邪が戦病死の原因ではないかということである。というのは、陸軍では極寒零下三十度の虎林にいた部隊が、大連へ来たとたんに、関東軍給与たる冬装束から南方軍給与の夏装束に変えさせられたのだ。ところが、大連の1月16日は、零下十度以下の寒さである。船から連れだし、家族の待つふ頭の旅客待合室まで往復七百メートルは駆け足で走ったが、どんなにか寒かっただろう。

## 戦後
所属していた満鉄整備局は、軍事輸送、防衛、諜報、情報を担当していたので、終戦後満鉄の最高幹部が心配して満鉄には、整備局はなかったことにし、福井は運輸局調査役を命じられた。ところが、新京市内の公衆電話帳に明記してあるので、ソ連側は把握していただろう。終戦の年の8月下旬になると、遠隔地に有る社宅がソ連兵に占拠されるので、整備局の全員を引き連れて社宅の確保にと務めることになり、住宅部長を命じられている。ただちに、ソ連側の最高幹部カルギン中将に申し出て、満鉄社宅の全部にソ連語と満州語で「この住宅は鉄道の官舎であるので無断で占拠することを厳禁する、カルギン中将」の警告文を貼った。佐藤総務局長に呼ばれソ連側が住宅を欲しがっているので、相談にのってくれと要請をうけ、空いている関東軍の官舎を世話しようとした。しかし、ソ連側は関東軍の官舎は中国のものなので買い取ることができないので、一般の住宅を探してほしいと命令してきた。ソ連兵に占拠されている新京市北安路、崇智路などの高級住宅街に案内すると大変気入ったという。上海においては日本人の財産は全部中国側が没収するとの情報を得ていたので、ソ連側に申し出たが、かまわぬソ連が買い取るということだった。ソ連側ウラジミロフ少将と所有代理人の福井とが署名して成立し、中国側にもこの旨を説明した。一軒あたり七万〜十八万円で四十戸の売買契約が昭和21年（1946年）2月末までに終わっている。契約中に満鉄総裁が使用してた社宅でソ連軍に占拠され相当傷んでいた、満洲不動産所の所有のものを十五万円と評価してカルギン中将のところへ出した。カルギン中将は「この社宅は満鉄のものであるから自由にお使い下さいと山崎総裁が言っているのに福井は十五万円と言うがおかしくないか」と経理部長を通じて抗議がり、福井は「総裁は何か勘違いしておられるのだ。この住宅は満洲不動産会社所有で、満鉄が借用しているもので、毎月使用料を支払っているのである。この他にも満鉄社宅の大部分は満洲不動産会社の所有の代用社宅で、満鉄解体後家賃が入らぬので、満洲不動産の社員は非常に困っている。この代用社宅を満鉄の社宅と考えるなら、満洲不動産会社の社員にも満鉄社員なみに生活費を支給して欲しい」と反論している。カルギン中将は「もっともだ、それならどれほど出せばよいか」との問に、福井は「満洲不動産会社の社員で新京駐在のものは七家族であるので、日本へ帰るまでの生活費として七万円出して欲しい」と返し、心よく承諾されている。昭和21年（1946年）7月になり、新京地区在留日本人の引揚げが決定し、理事会（中長鉄路公司理事会）の中国側幹部に帰国したい旨を申し出、中国側は「あなたはソ連側にたいへん信頼されていたのであるから引き続き残留してほしい」とのことだった。中国側の接収代表の顧啓文、金憲真（清朝王族粛親王の子息で川島芳子の兄）に相談した所、金憲真は「福井、お前たちは帰る祖国があるので幸せだ。われわれ清の皇族の流れをくむ者は帰る国がないのだ」と悲しそうに言うのであった。昭和21年（1946年）7月27日、二年八ヶ月住んだ住宅を山崎元幹総裁、平山副総裁に明け渡した。高級住宅はソ連軍に占拠され、また暴動に荒らされており、完全なもので総裁の住める家は少なかったという。書棚二つに書籍をいっぱいおいて行ったので、総裁が日本へ引き揚げ後「福井君、君がたくさんの書物を置いてくれたので留用期間中楽しく読ませてもらうことができ大助かりだった」と言われ、竹取物語などの本の事なのかと思っていたら、渡辺諒氏が著書の中で山崎元幹総裁は福井が旅順時代に手に入れ、愛読していた聖書（英語とドイツ語）をとくに愛読せられ、その影響でクリスチャンになったとのことだ。昭和21年（1946年）9月7日、博多到着と同時に一人千円を渡された。9月9日に愛知県豊橋に帰着し、長男（海軍兵学校75期卒業）と弟福井武二(豊橋撚糸漁網社長)に迎えられた。

## 満鉄会報
満鉄会報 29号、昭和37年10月7日
- 松岡外交の足跡…松岡サンと新嘉坡（佐原賢治）
- 満鉄に働いていた外国人（山崎元幹）
- 満鉄マンの三つの記録（伊藤武雄）
- 社章と満鉄ビル（百武二郎）
- 木暮実千代さんとコーヒー（福井道二）

満鉄会報 38号、昭和40年3月1日
- 在外私有財産補償問題について歴代総裁のことども（二）（山崎元幹）
- 山崎邸を訪ねて（菊池善隆）
- 大賀一郎博士はわれらの先輩である（夷石隆寿）
- 中江丑吉氏追憶（古賀薫）
- ソ連に於けるゾルゲブームを見て尾崎秀実君を偲ぶ（福井道二）
- 日本人の根性（高野誠一）
- 敗戦犠牲殉難社友の慰霊祭執行について（下村猛）

## 年表
- 1924年12月 南満洲鉄道株式会社入社、鉄道部機械課
- 1925年12月 一年志願兵として近衛師団所属の鉄道第一連隊（千葉）入隊
- 1926年11月 除隊
- 1927年6月 見習い士官として鉄道第一連隊入隊

9月 除隊
- 1929年3月 任、工兵少尉

5月 叙、正八位
- 1930年6月 大連鉄道工場設計係
- 1931年8月 鉄道車務課
- 1932年12月 鉄道工作課
- 1934年4月 勲八等白色桐葉章（満洲事変の功）

従軍記章
建国功労章
鉄道部第二輸送課第二係主任
- 1936年11月 勲六等単光旭日章

鉄道総局輸送委員会、副参事
- 1939年4月 鉄道総局輸送委員会調査役

10月 新京支社調査役兼務
- 1940年2月 南満洲鉄道参事

4月 勲五等瑞宝章（支那事変の功）
- 1942年9月 新京支社輸送局第一課長兼企画室参与
- 1943年5月 企画局参与

6月 防衛部第一課長、企画局参与
- 1944年7月 整備局第二課長
- 1945年8月 輸送局調査役

9月 新京地区事務局住宅部長
12月 中国長春鉄路公司理事会、住宅管理事務所
- 1946年4月 同事務所長

7月 同事務所業務を理事会中国側に引渡し日本へ引揚げる
9月 博多上陸
- 1948年3月 三河漁業資材株式会社 取締役社長
- 1950年11月 福井漁網株式会社 取締役社長
- 1952年1月 日本漁網協会理事
- 1953年4月 日中貿易促進会議幹事（日本国際貿易促進協会の前身）

11月 日本合成繊維網協会
- 1955年6月 日本国際貿易促進協会東海総局理事
- 1956年4月 東三河満鉄会創立、会長
- 1962年5月 福井撚糸株式会社取締役社長
- 1965年11月 日本合成繊維網鋼協会副会長
- 1966年6月 日本編レース工業組合連合会理事
- 1967年1月 日本漁網工業組合理事長

9月 中小企業近代化審議会専門委員
- 1969年3月 藍綬褒章 受章
- 1970年5月 愛知県繊維工業協議会副会長
- 1975年11月 勲五等双光旭日章 受章